# Emil Assergård
Mats Emil Assergård (Undrom, 23 maggio 1991) è un cantante svedese.

## Biografia
Emil Assergård si è fatto conoscere con la hit All In, certificata quintuplo platino dalla IFPI Sverige e contenuta nel terzo album in studio Leva livet/En samling; il disco è arrivato nella top five svedese e ha venduto oltre 30 000 unità equivalenti, venendo certificato platino.
Om allting skiter sig (platino; 2021) ha segnato la sua prima top ten nella hit parade nazionale.

## Discografia

### Album in studio
- 2013 – Rakt från hjärtat
- 2015 – Den ensamma känslan
- 2019 – Leva livet/En samling

### EP
- 2013 – Naket
- 2015 – Skön
- 2015 – Snö

### Singoli
- 2013 – Nyår
- 2014 – Luns på med storfan (feat. Stånk-Tommy)
- 2014 – Milfen
- 2014 – Skit i vad dom säger
- 2015 – Falsk (con Kristian Täljeblad)
- 2015 – Länge kvar
- 2018 – Solglasögon i december
- 2019 – Lova mig
- 2019 – Sönder
- 2020 – Dom vi inte tycker om
- 2020 – Om jag vore DJ
- 2020 – Våran sista sommar
- 2020 – Intima
- 2020 – Livet suger
- 2020 – Försöker
- 2021 – Om allting skiter sig
- 2021 – Dör för dig
- 2021 – Nu lever vi
- 2021 – Sista julen
- 2022 – Nån som dig
- 2022 – Linda-Marie
- 2022 – Om du var här
- 2022 – Vin i Wien
- 2022 – Vart ska jag ta vägen med mitt face
- 2022 – Innan allt det här
- 2022 – Helvete
- 2022 – Hjärtan som slår
- 2022 – Jag hade en gång en Volvo
- 2022 – La la la (Alla sjunger)
- 2022 – Kyss mig
- 2022 – Är man fri så är man fri
- 2023 – Hundra hundra
- 2023 – Lämnat mig (con Jessica Bohlin)
- 2023 – Vill bara ha en öl
- 2023 – All in 2023 (con Alex D'Rosso)
- 2023 – Alltid vara vi
- 2023 – Härifrån
- 2023 – När räven raskar (con Jasmine Kara)
- 2024 – Om du vill
- 2024 – Månsken
- 2024 – Dunka (con Jone)
- 2024 – Vad gör du nu (con Rasmus Gozzi e Fröken Snusk)
- 2024 – 0612